# Claude Jourdan
Pour les articles homonymes, voir Jourdan.
Ne doit pas être confondu avec Alexis Jordan (botaniste) ou Antoine Jacques Louis Jourdan.
Claude Jourdan, né le 18 juin 1803 à Heyrieux et mort à Lyon le 12 février 1873, est un médecin, zoologiste et paléontologue français.

## Biographie
Claude Jourdan, né dans une famille pauvre, commence tardivement ses études en médecine. À Montpellier, il suit les cours de Victor Prunelle dont il devient le secrétaire. Prunelle, suspecté de bonapartisme, est révoqué de ses fonctions en 1819 et retourne à Lyon, où il devient député de l'Isère puis maire de Lyon en 1830. Il obtient alors à Jourdan le poste de conservateur du musée d'histoire naturelle en 1832, puis celui de professeur d'anatomie comparée à l'École des beaux-arts de Lyon et finalement la chaire en zoologie de la faculté des sciences de l'université de Lyon à sa création en 1834,.
En 1835, il est élu membre titulaire à la section Sciences de l'académie des Sciences, Belles-Lettres et Arts de Lyon.
Claude Jourdan meurt le 12 février 1873 à Lyon.

## Travaux scientifiques
«Il a laissé, dit Locard, d’innombrables carnets de notes, malheureusement peu utilisables».
Le 28 octobre 1859, Jourdan découvre le « Mammouth de Choulans » lors d'un chantier.
Il a identifié et nommé les genres suivants : Hemigalus, Mammuthus intermedius, Acerodon, Macropus irma, Nelomys, Nelomys blainvilii, Paradoxurus hermaphroditus philippinensis, Phyllomys blainvilii, Phyllomys blainvillii, Avahi, Microrhynchus, Anemonactis mazeli (sv), Stephanocyathus crassus, Vaughanella margaritata.

## Distinctions
Jourdan est membre de l'académie d'agriculture de France et du conseil général du Rhône. il fut doyen de la Faculté des sciences de Lyon, professeur à l'Ecole des Beaux-Arts, directeur du Muséum d'histoire naturelle. 
Il est fait officier de la Légion d'honneur le 9 juin 1865.